# Camden (condado de Knox)
Camden es un lugar designado por el censo ubicado en el condado de Knox en el estado estadounidense de Maine. En el Censo de 2010 tenía una población de 3.570 habitantes y una densidad poblacional de 365,91 personas por km².

## Geografía
Camden se encuentra ubicado en las coordenadas 44°12′50″N 69°4′7″O / 44.21389, -69.06861. Según la Oficina del Censo de los Estados Unidos, Camden tiene una superficie total de 9.76 km², de la cual 9.75 km² corresponden a tierra firme y (0.08%) 0.01 km² es agua.

## Demografía
Según el censo de 2010, había 3.570 personas residiendo en Camden. La densidad de población era de 365,91 hab./km². De los 3.570 habitantes, Camden estaba compuesto por el 97.28% blancos, el 0.28% eran afroamericanos, el 0.08% eran amerindios, el 0.9% eran asiáticos, el 0% eran isleños del Pacífico, el 0.28% eran de otras razas y el 1.18% pertenecían a dos o más razas. Del total de la población el 1.23% eran hispanos o latinos de cualquier raza.